# Prince Alfred Hamlet
Prince Alfred Hamlet est une ville sud-africaine.
Il est situé dans la province du Cap de l'ouest, proche des villes de Ceres Touwsriver et Wolseley.